# Laß laufen, Kumpel
Laß laufen, Kumpel (auch bekannt als Ran an die Möpse Kumpel) ist ein deutscher Film des Regisseurs Franz Marischka aus dem Jahr 1981. Er ist der sechste und letzte Teil der Filmreihe Laß jucken, Kumpel.

## Handlung
Der Film handelt von einem fiktiven Fußballverein im Ruhrgebiet, der vor einem wichtigen Spiel steht. Ein Spieler beginnt eine sexuelle Beziehung mit der Ehefrau des Klubpräsidenten Kopetzki. Letzterer entdeckt das Paar beim Geschlechtsverkehr und setzt das Haus in Brand, bei diesem Vorfall kommt jedoch niemand zu Schaden. Die folgenden polizeilichen Ermittlungen beschränken sich auf einen Mannschaftskollegen mit dem Spitznamen „Blacky“, einen der Protagonisten. Während der steigenden Handlung wird „Blacky“ von einer Kugel in das Gesäß getroffen und muss ins Krankenhaus eingeliefert werden. Unterdessen stiftet die Sexgier der Fußballmannschaft Chaos in den Beziehungen der Vereinsmitarbeiter.

## Indizierung
Die Bundesprüfstelle für jugendgefährdende Schriften indizierte die Videokassette und begründete ihre Entscheidung vorwiegend mit dem Vorkommen von rassistischen und ausländerfeindlichen Sprüchen.

## Kritik
„Zwei Kicker eines Fußballklubs im Ruhrgebiet bringen mit ihrer Sexgier verschiedene Ehen und Freundschaften durcheinander. Ordinäre Mischung aus Klamauk und Pornografie mit beleidigender Darstellung von Alltag und Menschen im Ruhrgebiet.“